# 太阳殿路39号俞氏民居
29°59′12.7″N 121°27′01.6″E / 29.986861°N 121.450444°E
太阳殿路39号俞氏民居，又名俞宅，是中国浙江省宁波市一处古民居，位于慈城镇，为慈城俞氏旺族的居住地。俞宅主体建筑由前厅、后楼、东西、厢房和后厅组成，包含大小馀屋、天井若干，建筑宏大，占地6000余平方米，总规模为宁波城区最大，用材亦十分考究。1981年列入宁波市文物保护单位。